# فرانسيس أوديغا
فرانسيس أوديغا، هو ممثل كوميدي نيجيري اشتهر بمقطع فيديو مضحك له انتشر على نطاق واسع على الإنترنت مما سلط عليه الأضواء حيث حصل على إقرار بالتأييد واعترافًا من مشاهير أجانب، ومنهم 50 سنت، الذي ادعى أوديجا أنه تبعه على انستغرام.

## التعليم والوظيفة
فرانسيس حاصل على درجة البكالوريوس في الاقتصاد بعد تخرجه من جامعة «أمبروز آلي». إنه أحد الكوميديين الرائدين في العرض الكوميدي الشهير «ليلة الألف ضحكة». في عام 2013 فاز فرانسيس بجائزة «أفضل ممثل» إلى جانب هلوملا داندالا في فئة «أفضل تعاون أفريقي» في حفل توزيع جوائز الأفلام الغانية لعام 2013. ظهر فرانسيس في دائرة الضوء بعد أن ظهر في مشهد من سلسلة الأفلام «عودة من جنوب أفريقيا» على الإنترنت مع أشخاص بارزين مثل فيفتي سينت وتيني تيمباه وشاركهم مقطع الفيديو على استغرام، حيث يصوره المشهد وهو يتحدث بشكل هزلي بلكنة أمريكية.

## المصادقة
بعد أن انتشر مقطع الفيديو على نطاق واسع، وقع فرانسيس اتفاقية تعاون مع شركة "اتصالات" كسفير لعلامتها التجارية.